# 马丁·赖利
马丁·赖利（英語：Martin Riley，1955年5月8日—），加拿大男子篮球运动员。他曾代表加拿大获得1976年夏季奥运会男子篮球比赛第四名。他也参加了1974年和1978年世界篮球锦标赛。